# Тје
Тје (фр. Thiais) град је у Француској, у департману Долина Марне.
По подацима из 1999. године број становника у месту је био 28.232.

## Демографија
| 1962.  | 1968.  | 1975.  | 1982.  | 1990.  | 1999.  | 2011.  |
| ------ | ------ | ------ | ------ | ------ | ------ | ------ |
| 15.116 | 22.481 | 27.298 | 26.637 | 27.515 | 28.232 | 29.229 |

## Партнерски градови
- Ајнбек